# Agniolophia schurmanni
Agniolophia schurmanni là một loài bọ cánh cứng trong họ Cerambycidae.